# Liste der Bodendenkmale in Oybin
In der Liste der Bodendenkmale in Oybin sind die Bodendenkmale der Gemeinde Oybin und ihrer Ortsteile nach dem Stand der Auflistung von Harald Quietzsch und Heinz Jacob aus dem Jahr 1982 aufgelistet. Eventuelle Änderungen und Ergänzungen, insbesondere aus der Zeit nach der Wende, sind nicht berücksichtigt, da für Sachsen aktuell keine neueren allgemein zugänglichen Bodendenkmallisten vorliegen. Die Baudenkmale sind in der Liste der Kulturdenkmale in Oybin aufgeführt.
| Denkmal-ID | Fundart                      | Ortsteil | Bezeichnung                                                | Zeitstellung            | Lage                                                                                           | Bemerkungen                                                                                                | Bild |
| ---------- | ---------------------------- | -------- | ---------------------------------------------------------- | ----------------------- | ---------------------------------------------------------------------------------------------- | --- | ---- |
| ?          | Siedlung, Befestigung > Burg | Oybin    | bronzezeitliche Höhensiedlung, mittelalterliche Wehranlage | Bronzezeit, Mittelalter | auf dem Berg Oybin, an den Abhängen zum Hausgrund und zur Ritterschlucht                       | Befestigung des Gipfels durch Wallsperre im Hausgrund, Felsenburg, Schutz seit 1937, erneuert 3. Juli 1958 |      |
| ?          | besonderer Stein             | Oybin    | Steinkreuz                                                 | Spätmittelalter         | nordnordöstlich des Orts, nordwestlich der Teufelsmühle, östlich an der Straße nach Olbersdorf | Jahreszahl 1670 nachträglich eingemeißelt, Schutz seit 18. August 1970                                     |      |